# Meienried
Meienried är en ort och kommun i distriktet Seeland i kantonen Bern, Schweiz. Kommunen har 57 invånare (2023).